# ديفيد باول (لاعب تنس الطاولة)
ديفيد باول (بالإنجليزية: David Powell)‏ هو لاعب تنس الطاولة أسترالي، ولد في 8 أبريل 1991.

## وصلات خارجية
- ديفيد باول على موقع أوليمبيديا (الإنجليزية)